# Clarence Hammar
Clarence Hammar   (municipi de Solna, 23 de juny de 1899 - 31 de desembre de 1989) va ser un regatista suec que va competir durant la dècada de 1920.
El 1924 va prendre part en els Jocs Olímpics de París, on fou sisè en la prova de monotip del programa de vela. Quatre anys més tard, als Jocs d'Amsterdam, va guanyar la medalla de bronze en la regata de 8 metres del programa de vela, a bord del Sylvia, junt a Tore Holm, Carl Sandblom, John Sandblom, Philip Sandblom i Wilhelm Törsleff.